# Aéroport international Hector
Pour les articles homonymes, voir FAR.
L'aéroport international Hector (code IATA : FAR • code OACI : KFAR) est un aéroport domestique qui dessert la ville de Fargo, la plus grande ville de l’État du Dakota du Nord, aux États-Unis, située dans le sud-est de l’État, sur la rivière Rouge du Nord. 